# Thí nghiệm Meselson–Stahl
Thí nghiệm Meselson–Stahl là thí nghiệm thực hiện bởi Matthew Meselson và Franklin Stahl vào năm 1958 đem lại chứng cứ ủng hộ cho giả thiết của Watson và Crick rằng quá trình tái bản DNA tuân theo nguyên tắc bán bảo toàn (semiconservative). Trong sao chép bán bảo toàn, khi sợi xoắn kép DNA được tái bản, mỗi sợi kép trong hai sợi xoắn kép DNA mới hình thành chứa một nhánh đơn từ chuỗi sợi xoắn kép gốc và một nhánh được tổng hợp mới. Thí nghiệm này được coi là "thí nghiệm đẹp nhất trong sinh học." Meselson và Stahl nhận định cách tốt nhất để đánh dấu sợi DNA gốc đó là thay đổi một trong các nguyên tử nằm trong phân tử DNA gốc. Vì nitơ nằm trong mỗi nucleotide, họ quyết định sử dụng một đồng vị của nitơ để phân biệt giữa phân tử gốc và phân tử được sao chép. Đồng vị 15N của nitơ có thêm một neutron trong hạt nhân nguyên tử, khiến nó nặng hơn so với nitơ tự nhiên ở DNA.

## Các giả thiết liên quan

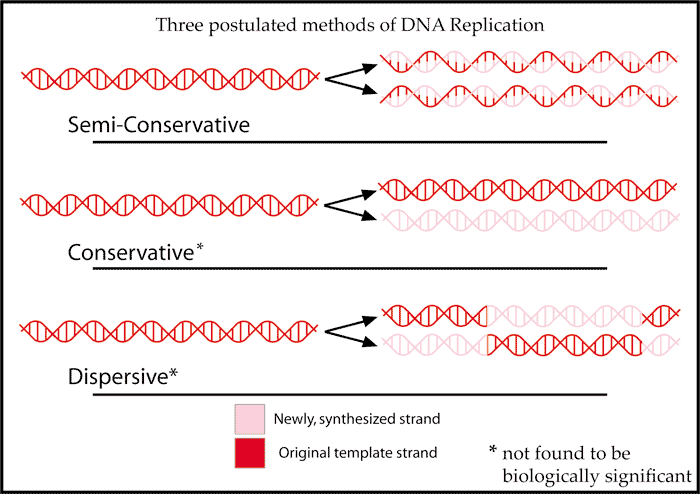
Tóm tắt ba giả thiết về quá trình tổng hợp sao chép DNA.

Trước thí nghiệm này có ba giả thiết nêu ra cách hoạt động của quá trình tái bản DNA.
Trong giả thiết bán bảo toàn, do Watson và Crick đề xuất, hai sợi đơn của một phân tử DNA tách rời trong quá trình tái bản. Mỗi sợi đơn khi ấy trở thành một khuôn mẫu cho tổng hợp lên sợi mới.
Giả thiết bảo toàn đề xuất toàn bộ phân tử DNA hoạt động như là một khuôn mẫu cho tổng hợp lên toàn bộ sợi xoắn kép mới. Theo mô hình này, protein histone bám vào DNA, xoay quanh sợi xoắn kép và làm lộ ra base nucleotide (mà bình thường nằm ở bên trong) khỏi liên kết hiđrô.
Giả thiết phân tán được lấy ví dụ bằng mô hình do Max Delbrück đề xuất, mà có mục đích giải quyết vấn đề tháo xoắn của hai sợi đơn trong sợi DNA kép bằng một cơ chế phá vỡ bộ khung xương DNA thành những đoạn ngắn chứa khoảng 10 nucleotide, tháo xoắn phân tử nhỏ này, rồi gắn những đoạn cũ vào đoạn mới được tổng hợp.  Quá trình này có thể tổng hợp DNA theo những đoạn ngắn xen kẽ từ một sợi này sang sợi khác.
Mỗi một trong ba mô hình trên đưa ra các dự đoán khác nhau về sự phân bố của những phân tử thành phần của sợi DNA gốc trong sợi mới hình thành. Trong mô hình bảo toàn, sau khi tái bản, một sợi được giữ nguyên toàn bộ từ phân tử "cũ", và phân tử kia là phân tử DNA mới hoàn toàn. Giả thiết bán bảo toàn dự đoán mỗi sợi xoắn kép sau tái bản sẽ chứa một sợi đơn mới và một sợi đơn cũ từ DNA gốc. Mô hình phân tán dự đoán mỗi sợi kép mới sẽ chứa hỗn hợp các đoạn DNA cũ và mới.

## Thủ tục thí nghiệm và kết quả

Minh họa thí nghiệm Meselson-Stahl.

Nitơ là một nguyên tử chính trong DNA. 14N là đồng vị phổ biến nhất của nitơ trong tự nhiên, nhưng DNA chứa đồng vị nặng hơn (nhưng không phóng xạ) 15N cũng có thể hoạt động.
Vi khuẩn E. coli được nuôi cấy cho phát triển đến một số thế hệ trong môi trường chứa NH4Cl với 15N. DNA sau đó được chiết tách từ các tế bào và cho lọc ly tâm cùng với muối CsCl để tạo gradien mật độ, DNA tách phân tầng ở điểm mà tỷ trọng của nó bằng với của dung dịch muối. DNA của tế bào nuôi trong môi trường chứa 15N có tỷ trọng cao hơn của tế bào nuôi trong môi trường tự nhiên chứa 14N. Sau đó, các tế bào E. coli chỉ có 15N trong DNA của chúng được chuyển sang sống ở môi trường chỉ có 14N và đợi chúng phân bào; quá trình E. coli phân bào được giám sát bằng cách đếm số lượng tế bào dưới kính hiển vi và bởi sàng tập đoàn.
DNA được chiết tách đều đặn bằng máy siêu ly tâm và cho thấy sự khác biệt giữa DNA thuần 14N và DNA thuần 15N ở tỷ trọng phân tầng trong ống nghiệm. Sau một lần sao chép, dung dịch chứa DNA có mức tỷ trọng trung gian. Nếu giả thiết bảo toàn là đúng thì kết quả lượng DNA với tỷ trọng cao và thấp hơn sẽ bằng nhau (và không xuất hiện DNA ở mức tỷ trọng trung gian), do vậy kết quả quan sát ở lần sao chép đầu tiên đã loại trừ giả thiết bảo toàn. Tuy vậy, kết quả này vẫn phù hợp với giả thiết bán bảo toàn và sao chép phân tán. Sao chép bán bảo toàn cho kết quả sợi xoắn kép DNA chứa một sợi đơn DNA thuần 15N, và sợi DNA đơn còn lại chứa thuần 14N, trong khi quá trình sao chép phân tán sẽ cho sợi xoắn kép DNA mới tổng hợp mà ở mỗi sợi đơn sẽ chứa hỗn hợp cả 15N và 14N, mà có thể quan sát thấy DNA có tỷ trọng trung gian.
Các tác giả tiếp tục theo dõi tế bào thực hiện sao chép ở những lần tiếp theo. DNA ở tế bào sau hai lần sao chép được quan sát thấy đã chứa hoàn toàn lượng DNA bằng nhau ở hai mức tỷ trọng khác nhau, một mức tương ứng cho tỷ trọng trung gian của DNA của tế bào sống trong môi trường 14N, mức kia tương ứng cho DNA của tế bào sống trong môi trường không có 14N. Kết quả này trái ngược với giả thiết phân tán, mà dự đoán sẽ chỉ quan sát thấy có một mức tỷ trọng, thấp hơn mức tỷ trọng trung gian của các tế bào sao chép ở thế hệ thứ nhất, nhưng vẫn cao hơn tỷ trọng cho tế bào sống chỉ trong môi trường 14N, như DNA thuần 15N ban đầu sẽ phân bố đều đặn trong các sợi DNA ở thế hệ cháu chắt. Kết quả này khớp với dự đoán của giả thiết sao chép bán bảo toàn.